# Ultimatum (banda mexicana)
Ultimatum es una banda mexicana de heavy metal formada a mediados de la década de 1980 en la Ciudad de México por Talo Chárraga, Fernando Meave y Rafael Covarrubias. Se destaca por ser una de las primeras agrupaciones en Latinoamérica en hacer heavy metal en español e incluir una voz femenina. Ha editado cinco trabajos discográficos. Ultimatum (1987), No te Detengas (1989), V3 (2020), Ultimatum en vivo en Toluca 1987 (2023) y Ultimatum En Directo 2022 (2024).

## Historia
Ultimatum es el resultado de un proyecto originado en el Taller de Rock del Museo Universitario del Chopo, coordinado por Guillermo Briseño y Hebe Rossell, en la Ciudad de México.  En 1985 Ultimatum participan en el evento artístico Una razón para juntarnos, realizado en el Auditorio Nacional, con el propósito de recaudar fondos para los damnificados a consecuencias de los terremotos de septiembre de ese año.  Posteriormente participarían  en agosto de 1986 en un concurso televisivo muy importante a nivel internacional llamado Valores Juveniles Bacardí y Compañía de la empresa Televisa, obteniendo el primer lugar, con la canción original Llegaré por ti.   
Este triunfo  les permite grabar su primer disco de larga duración para la empresa discográfica CBS Records titulado Ultimatum, producido por Jesús Medel,  del cual se incluyeron las piezas Sueños, Llegaré por ti y En el límite en la programación de las estaciones del grupo Radio Melodie de Lesneven, Francia, donde constituyó una agradable sorpresa. 
En septiembre de ese mismo año (1986) Ultimatum es invitado por el Departamento del gobierno del Distrito Federal,  para actuar en los festejos conmemorativos  de la Independencia, realizados en la Plaza de la Constitución, siendo probablemente la primera banda de rock que participó en la tradicional “Noche Mexicana” ante un  público calculado en 250 mil personas. Así mismo, Ultimatum se presenta  en los programas de la televisión mexicana más importantes de aquellos años como: Siempre en domingo, “Estrellas de los 80’s”, “Super Rock en concierto”, “Hoy mismo” y “En vivo”. Programas en donde se tenía muy poca presencia del Rock mexicano, abriendo espacios en donde prácticamente este tipo de música estaba vetado.
En 1989 graban su segundo álbum titulado No te detengas, para la discográfica independiente Área bajo la producción de Alejandro González. De donde se deprenden los sencillos No te detengas y Nostálgica. A finales de ese año (1989), la banda entra en un periodo de inactividad, después de dar un último concierto junto a los estadounidenses Cheap Trick en el Ángela Peralta en la Ciudad de México, siendo una de las primeras bandas que compartió escenario con agrupaciones internacionales en la Ciudad de México.
En 2016 con motivo del relanzamiento de su primer álbum, esta vez en CD para la compañía Sade Records, la banda  graba su tercer álbum  V3 que aparece en mayo del 2020, iniciando exitosamente una nueva etapa, al recibir en el  2021 el galardón de Baluartes del Rock Mexicano por parte de la Enciclopedia de Rock Mexicano.  
En el 2024 Ultimatum entra en una nueva etapa al incluir entre sus filas a un cantante masculino, Campi Campillo. En noviembre de ese año lanzan su nuevo sencillo  Ansiedad  iniciando una nueva era.
Ultimatum se ha convertido, para algunos, en una banda de culto y sus discos cotizados, ya que rompieron  con la barrera de la prohibición del rock mexicano en los medios de comunicación, pues a partir de la década del setenta era casi nula su presencia en la radio y la televisión mexicana.

## Discografía
Álbumes de estudio/LP
- Ultimatum - CBS Okeh (1987)
- No te Detengas - Área  (1989)
- V3 - Sade Records (2020)
- Ultimatum en vivo en Toluca 1987 - Cerbero 1666 Records - Rats Records (2023)
- Ultimatum en Directo 2022 - Cerbero 1666 Records - Rats Records (2023)
- No te Detengas Remasterizado - America Line (2023)

Recopilaciones
- Valores Juveniles 1986 - CBS (1986)
- Porque Somos de Metal - American Line (2021)
- Exhumando las Tumbas del Metal Mexicano - Rats Records (2022)

Tributos (álbumes musicales)
- "Por los Buenos Tiempos" - Gus Santana, (2011)

## Filmografía

### Documentales
- Buscando el  Rock Mexicano, capsula 76 [11] (2012). Director Ricardo Rico.
- Historia Viva: El Metal mexicano (2018). Notimex TV Abraham Soster.
- Mujeres en el Heavy Metal Mexicano (2020). Central Algazara Diana Vázquez
- Porque Somos de Metal (2021). Luis B. Carranco

### Videos
- Agitando la Noche (1986).
- Nostálgica (1989).
- Abel (2020). Talo Chárraga  y Agnes Novelli.
- El Manto de la Cobra (2020). Talo Chárraga y Agnes Novelli.
- Llegaré por ti (2021).
- Dame Refugio (2022).
- La Diosa Blanca (La Canción Emergin) (2023).
- Depredador (2024) Agnes Novelli y Talo Chárraga.
- Ansiedad (2024). Beno Carranco

## Integrantes

### Miembros
- Talo Chárraga.: Bajo eléctrico, coros (1985-presente)
- Servando Miranda: Guitarra eléctrica, guitarra acústica  (presente)
- Pixie Wulf: Guitarra eléctrica, guitarra acústica, coros (2016-presente)
- Memo Ascencio: Batería, coros (2016-presente)
- Campi Campillo: Voz (2024-presente)

### Exmiembros
- Rafael Covarrubias: Guitarra eléctrica, guitarra acústica  (1985-2024)
- Lucrecia Ang.: Voz (2021-2023)
- Cathy Miguel: Voz (1988-1990)
- Marcela González: Voz  (1985-1987, 2016-2020)
- Fernando Meave: Guitarra eléctrica (1985-1988)
- Héctor Navarrete: Batería (1985-1987)
- Brenda Marín: Voz (1987- 1988)
- Xava Drago: Voz (1987)
- Eduardo Jiménez: Guitarra eléctrica, guitarra acústica (1988- 1990)
- Israel Olín: Batería (1988- 1990)
- Francisco Puga: Voz (1985)